# Eleanor Holthaus
Eleanor Joyce Holthaus (Cold Spring, 5 aprile 2000) è una pallavolista statunitense, schiacciatrice delle Grand Rapids Rise.

## Carriera

### Club
La carriera di Eleanor Holthaus inizia nei tornei scolastici del Minnesota, giocando con la Rocori HS. Dopo il diploma gioca nella lega universitaria NCAA Division I con la Iowa State: fa parte delle Cyclones dal 2018 al  2022, conquistando durante il suo freshman year il National Invitational Volleyball Championship, venendo inoltre inserita nel sestetto ideale del torneo.
Fa la sua prima esperienza da professionista a Porto Rico, ingaggiata poco dopo l'inizio della Liga de Voleibol Superior Femenino 2023 dalle Leonas de Ponce. Nella stagione 2023-24 approda in Germania, prendendo parte alla 1. Bundesliga con il Suhl e restando nella massima divisione tedesca anche nella stagione seguente, ma col Potsdam; al termine degli impegni con le biancorosse, disputa gli ultimi incontri della Pro Volleyball Federation 2025 con le Grand Rapids Rise.

## Palmarès

### Club
- NIVC: 1

2018

### Premi individuali
- 2023 - National Invitational Volleyball Championship: All-Tournament Team